# Stazione di Shimamoto
La stazione di Shimamoto (島本駅?, Shimamoto-eki) è una stazione ferroviaria situata nella cittadina di Shimamoto, del distretto di Mishima nella prefettura di Osaka, in Giappone, sulla linea JR Kyōto.

## Linee
- JR West
  - ■ Linea JR Kyōto (Linea principale Tōkaidō)

## Caratteristiche
La stazione ha una banchina a isola servente due binari. Sono presenti anche due binari esterni, isolati tuttavia dalla stazione, e questo impedisce ai treni espressi e rapidi che li percorrono di fermare presso la stazione.
| 1 | ■ Linea JR Kyōto |  | Passaggio                                    |
| 2 | ■ Linea JR Kyōto |  | Per Takatsuki, Shin-Ōsaka, Ōsaka e Sannomiya |
| 3 | ■ Linea JR Kyōto |  | Per Kyoto, Ōtsu e Maibara                    |
| 4 | ■ Linea JR Kyōto |  | Passaggio                                    |

## Stazioni adiacenti
| «                                        | Servizio       | »              |
| Linea JR Kyōto                           | Linea JR Kyōto | Linea JR Kyōto |
| ---------------------------------------- | -------------- | -------------- |
| Yamazaki                                 | Locale         | Takatsuki      |
| I treni Rapidi e R. speciali non fermano |                |                |